# Beacon Pictures
 (mai 2024).
Beacon Pictures (alias Beacon Communications, LLC) est une société américaine de production cinématographique et télévisuelle et de ventes internationales fondée en 1990 par Armyan Bernstein, qui en est également le président. La société produit des films pour des studios tels que Walt Disney Studios Motion Pictures, Universal Pictures et Sony Pictures Entertainment. En 1996, elle a conclu un premier accord avec Universal.
Beacon a été acquis en 1994 par COMSAT, qui, un an plus tard, a placé la société sous sa division Ascent Entertainment Group. Au début de 1999, Ascent était sur le point d'être dissoute en raison de problèmes financiers, principalement liés à la construction du Pepsi Center à Denver. Bernstein et le capital-risque Kevin O'Donnell, fils de l'assistant spécial de l'administration Kennedy et secrétaire aux nominations Kenny O'Donnell, ont racheté Beacon, rétablissant ainsi son statut de société indépendante.

## Cinéma
- Les Commitments (The Commitments, 1991)
- Section 44 (A Midnight Clear, 1992)
- A Life in the Theatre (1993)
- Revocator (en) (Sugar Hill) de Leon Isacho (en) (1994)
- Princesse Caraboo (Princess Caraboo, 1994)
- Aux bons soins du docteur Kellogg (The Road to Wellville, 1994)
- Le club des baby-sitters (The Baby-Sitters Club, 1995)
- The Van (1996)
- Air Force One (1997)
- Secrets (A Thousand Acres, 1997)
- Le Damné (Playing God, 1996)
- Comportements troublants (Disturbing Behavior, 1998)
- Trippin' (1999)
- Pour l'amour du jeu (For Love of the Game, 1999)
- Hurricane Carter (The Hurricane, 1999)
- La Fin des temps (End of Days, 1999)
- Duos d'un jour (Duets, 2000)
- Family Man (The Family Man, 2000)
- American Girls (Bring It On, 2000)
- Treize Jours (Thirteen Days, 2000)
- Spy Game : Jeu d'espions (Spy Game, 2001)
- Immortels (Tuck Everlasting, 2002)
- Le Club des empereurs (The Emperor's Club, 2002)
- Open Range (2003)
- Piège de feu (Ladder 49, 2004)
- American Girls 2 (Bring It On Again, 2004)
- Fashion Maman (Raising Helen, 2004)
- Sept Ans de séduction (A Lot Like Love, 2005)
- American Girls 3 (Bring It On: All or Nothing, 2006)
- Firewall (2006)
- Coast Guards (The Guardian, 2006)
- Les Fils de l'homme (Children of Men, 2006)
- Pu-239 (2006)
- Uncle P (2007)
- American Girls 4 : La Guerre des blondes (Bring It On: In It to Win It, 2007)
- Le Dragon des mers : La Dernière Légende (The Water Horse: Legend of the Deep, 2007)
- American Girls 5 : Que la meilleure gagne ! (Bring It On: Fight to the Finish, 2009)
- American Hot'lidays (Mardi Gras: Spring Break, 2011)
- Grey Lady (2015)
- American Girls 6 : Confrontation mondiale (Bring It On: Worldwide Cheersmack, 2017)
- American Girls 7 (Bring It On: Cheer or Die, 2022)

## Télévision
- The Earth Day Special (1990)
- NY-LON (2004)
- Castle (2009-2016)
- Agent X (2015)